# Scytodes canariensis
Scytodes canariensis là một loài nhện trong họ Scytodidae.
Loài này thuộc chi Scytodes. Scytodes canariensis được Jörg Wunderlich miêu tả năm 1987.